# تپه اطراف شهر سوخته ۳۱۹
تپه اطراف شهر سوخته شماره ۳۱۹ مربوط به هزاره سوم قبل از میلاد است و در شهرستان زابل، بخش شیب آب، دهستان لوتک، روستای حومه شهر سوخته، ۲۲/۸۰ کیلومتری جنوب غربی پایگاه باستان‌شناسی شهر سوخته واقع شده و این اثر در تاریخ ۲۳ بهمن ۱۳۸۵ با شمارهٔ ثبت ۱۷۲۷۸ به‌عنوان یکی از آثار ملی ایران به ثبت رسیده است.